# 西永知史
西永 知史（にしなが ともふみ、1969年〈昭和44年〉9月9日 - ）は、愛知県出身の日本の外交官。
在韓国大使館公使、大臣官房参事官などを経て、2023年8月から大臣官房審議官（総合外交政策局担当）を務める。

## 略歴
- 1992年3月　早稲田大学政治経済学部政治学科卒業
- 1992年4月　外務省入省
- 2008年9月　在アメリカ合衆国日本国大使館 一等書記官
- 2009年1月　在アメリカ合衆国日本国大使館 参事官
- 2011年6月　在イラク日本国大使館 参事官
- 2012年9月　総合外交政策局安全保障政策課企画官 兼 総合外交政策局安全保障政策課宇宙室長
- 2013年5月　総合外交政策局安全保障政策課宇宙室長
- 2013年8月　内閣官房副長官補付 内閣参事官
- 2014年1月　外務省国際協力局国別開発協力第三課長
- 2015年10月　中東アフリカ局中東第二課長
- 2017年7月　大臣官房在外公館課長
- 2019年2月　在大韓民国日本国大使館 公使
- 2021年8月　大臣官房兼中東アフリカ局 中東アフリカ局長補佐
- 2021年9月　大臣官房参事官兼中東アフリカ局、中東アフリカ局アフリカ部、領事局
- 2021年11月　大臣官房参事官兼中東アフリカ局
- 2022年2月　大臣官房参事官兼中東アフリカ局、中東アフリカ局アフリカ部
- 2023年8月　大臣官房審議官（総合外交政策局担当）

## 同期
- 池上正喜（23年大臣官房審議官（欧州局担当））
- 石瀬素行（24年国際情報統括官）
- 金井正彰（24年国際法局長）
- 片平聡（23年経済局長）
- 北村俊博（23年大臣官房審議官（中東アフリカ局、中東アフリカ局アフリカ部、国際協力局、地球規外模課題担当））
- 熊谷直樹（24年大臣官房審議官（Ｇ７外相会合、貿易大臣会合準備事務局長、総合外交政策局、領事局担当））
- 高田真里（21年在重慶総領事）
- 中村和彦（24年地球規模課題審議官・22年大臣官房審議官）
- 中村仁威（24年軍縮不拡散・科学部長、国際法研究者）
- 中村亮（23年アジア大洋州局南部アジア部長）
- 原圭一（23年ジブチ大使）
- 別所健一（23年ミュンヘン総領事）
- 宮下匡之（24年儀典長・24年大臣官房審議官（総括担当）兼大臣官房公文書監理官）